# Lomandroideae
Lomandroideae is een botanische naam, voor een onderfamilie van eenzaadlobbige planten. Een onderfamilie onder deze naam wordt door slechts weinig systemen van plantentaxonomie erkend, maar wel in een van de artikelen die de publicatie van het APG III-systeem (2009) begeleiden. Daar is het een onderfamilie van de familie Asparagaceae. Het gaat dan om dezelfde groep planten die in het APG II-systeem (eventueel) de familie Laxmanniaceae vormden, te weten bijna tweehonderd soorten in ruim een dozijn genera: het bekendste genus is Cordyline.